# Serzedelo (Póvoa de Lanhoso)
Serzedelo ist eine Gemeinde im Norden Portugals.
Serzedelo gehört zum Kreis Póvoa de Lanhoso im Distrikt Braga, besitzt eine Fläche von 10,1 km² und hat 738 Einwohner (Stand 19. April 2021).